# Xanthopimpla glaberrima
Xanthopimpla glaberrima är en stekelart som beskrevs av Per Abraham Roman 1913. Xanthopimpla glaberrima ingår i släktet Xanthopimpla och familjen brokparasitsteklar. Inga underarter finns listade i Catalogue of Life.